# Calle 86 (línea de la Octava Avenida)
La Calle 86 es una estación local en el Central Park West y la calle 86. Ambas plataformas están en el lado oeste, al norte sobre el sur, y ambas vías express están al este en la misma configuración.
La estación es accesible desde la calle 86, donde hay una cabina de información, y también desde la calle 88 solo por MetroCard.
La salida en la calle 88 una vez fue "Blue Diamand" B, en la cual fue usada para servir, pero desde entonces ha sido grabada con las rutas correctas.

## Conexiones de buses
- M86